# Simone Heher
Simone Heher (* 7. November 1974 in Wien; bürgerlich Simone Heher-Raab) ist eine österreichische Schauspielerin und Moderatorin.

## Leben und Karriere
Schon als Kind begann Heher eine Ballettausbildung in der Ballettschule in Hietzing. Diese dauerte bis 1988. Nach der Matura im Jahr 1994 an der HTL in Wien, Fachrichtung Textildesign, absolvierte sie von 1995 bis 1997 eine Schauspielerausbildung am Franz Schubert Konservatorium in Wien.
Im Fernsehfilm Hochzeit in Wien aus dem Jahre 1997, in dem sie neben Charles Aznavour auftrat, spielte sie die Rolle der Bimbi. In der Rosamunde-Pilcher-Verfilmung Rosen im Sturm spielte sie 1999 die Hauptrolle der Sarah Atherton, die Tochter eines hochverschuldeten Gestütsbesitzers. Von 2000 bis 2001 spielte sie die Rolle der Gaby in der Fernsehserie Schloßhotel Orth. Neben ihren Film- und Theaterrollen präsentierte sie gemeinsam mit Alois Mattersberger von 2002 bis 2003 die vierte Staffel von Frisch gekocht ist halb gewonnen im ORF. Von 2005 bis 2006 gehörte sie in der Rolle der Katharina Klinker-Emden dem ersten Hauptcast der ARD-Telenovela Sturm der Liebe an.
Seit 2004 ist Heher mit dem Schriftsteller und Musiker Thomas Raab verheiratet. Die beiden sind Eltern von zwei Töchtern.
Heher ist neben ihrer Arbeit als Schauspielerin und Moderatorin auch als Schmuckdesignerin tätig und betreibt ein eigenes Label mit dem Namen li è la.

## Filmografie
- 1997: Eine Familie zum Küssen (Fernsehfilm)
- 1999: Rosamunde Pilcher: Rosen im Sturm (Fernsehreihe)
- 2000: Kommissar Rex (Fernsehserie, 1 Folge)
- 2000: Medicopter 117 – Jedes Leben zählt (Fernsehserie, 5 Folgen)
- 2000–2001: Schlosshotel Orth (Fernsehserie)
- 2000: Für alle Fälle Stefanie (Fernsehserie, 1 Folge)
- 2001: Klinik unter Palmen (Fernsehserie, 3 Folgen)
- 2001: Sinan Toprak ist der Unbestechliche (Fernsehserie, 1 Folge)
- 2001: Der Landarzt (Fernsehserie, 6 Folgen)
- 2002: Der Bulle von Tölz (Fernsehserie, 1 Folge)
- 2002: Alphateam – Die Lebensretter im OP (Fernsehserie, 10 Folgen)
- 2004: Da wo die Herzen schlagen (Fernsehfilm)
- 2005: Weißblaue Geschichten (Fernsehserie, 2 Folgen)
- 2005–2006: Sturm der Liebe (Telenovela, 191 Folgen)
- 2006: Da wo das Glück beginnt (Fernsehfilm)
- 2006: Da wo es noch Treue gibt (Fernsehfilm)
- 2006–2017: Die Rosenheim-Cops (Fernsehserie, 2 Folgen, verschiedene Rollen)
- 2007: Da wo die Freundschaft zählt (Fernsehfilm)
- 2009: Da wo wir zu Hause sind (Fernsehfilm)
- 2009: Inga Lindström: Der Erbe von Granlunda (Fernsehreihe)
- 2013–2025: SOKO Wien (Fernsehserie, 3 Folgen, verschiedene Rollen)
- 2014: Die Mamba
- 2017: Schnell ermittelt (Fernsehserie, 1 Folge)
- 2018: Die Toten vom Bodensee – Die vierte Frau (Fernsehserie, 1 Folge)
- 2021: Letzter Gipfel (Fernsehfilm)
- 2025: Biester (Fernsehserie, 2 Folgen)

## Theateraufführungen
- Avanti Avanti
- Jetzt nicht Liebling
- Wochenend Komödie (Bonn)